# Гінчка з Роґова
Гінчка (Гінча, Генріх) з Роґова (також з Рошковиців, Пшемянкова), гербу Дзялоша (нар. бл. 1350 — пом. до листопада 1411) — державний діяч Королівства Польського, підскарбій коронний (1393—1400–?1404), каштелян розпшанський (1404—1406–?1411); староста берестейський (1390—1392), тенутарій кшепицький (1404–?1411), бжезьницький (1404–?1411) і ойцовський (1406).

## Життєпис
Народився Гінчка близько середини XIV століття. Він належав до сілезького роду Салішів, які володіли маєтностями в Леґніцькому та Олешніцькому князівствах. Імовірно, походив із гілки роду, що володіла землями навколо Шроди Шльонської. Мав зведеного старшого брата по матері Гануша з Домброви; син останнього Ян Менжик був племінником Гінчки.
Вперше згадується в джерелах 1385 року як учасник польського посольства до Литви, представник опольського князя Владислава. Напевне, він брав участь саме в другому посольстві цього року, яке завершило перемовини з Яґайлом і передувало Кревській унії. У документах він виступає як дідич Рошковиців (найімовірніше — Рошковиці Бжезького повіту), саме звідти він потрапив до Корони.
Після повернення з посольства й добре виконаної місії Гінчка придбав маєтності у Велюнській землі — звідтоді, мабуть, став жити в Польщі. 1396 року Гінчка придбав Роґув — з того часу він у всіх документах писався «з Роґова».
На рубіж 1380-х — 1390-х років припадають перші задокументовані контакти та зв'язки між Гінчкою та тодішньою коронною елітою, зокрема зі Спитком із Мельштина та родиною Шамотульських гербу Наленч. Ці зв'язки безсумнівно вплинули на розвиток його подальшої кар'єри, допомогли потрапити до оточення нового монарха Владислава Яґайла. Як наслідок, під час військового походу короля до Литви в лютому 1390 року Гінчку призначили старостою в Бересті. На цій посаді він перебував до липня 1392 року.
У червні 1393 року він став королівським підскарбієм. За правління Гінчки скарбниця управлялася надзвичайно ефективно, про що свідчать, між іншим, збережені донині ведені ним податкові реєстри. Також, 22 серпня 1393 року викупив із застави королівський келих, який був заставлений його попередником Дзєржеком Лопацінським через невдалу діяльність останнього. Саме за каденції Гінчки усталилася титулування цієї посади — з того часу вона називалася «королівський підскарбій» (лат. vicethesaurarius regni). Ймовірно, Гінчка перебував на посаді до моменту посідання наступного уряду — в грудні 1404 року він уперше згадується як каштелян розпшанський. Проте, жодних згадок про нього в документах від листопада 1400 до листопада 1404 року наразі не знайдено.

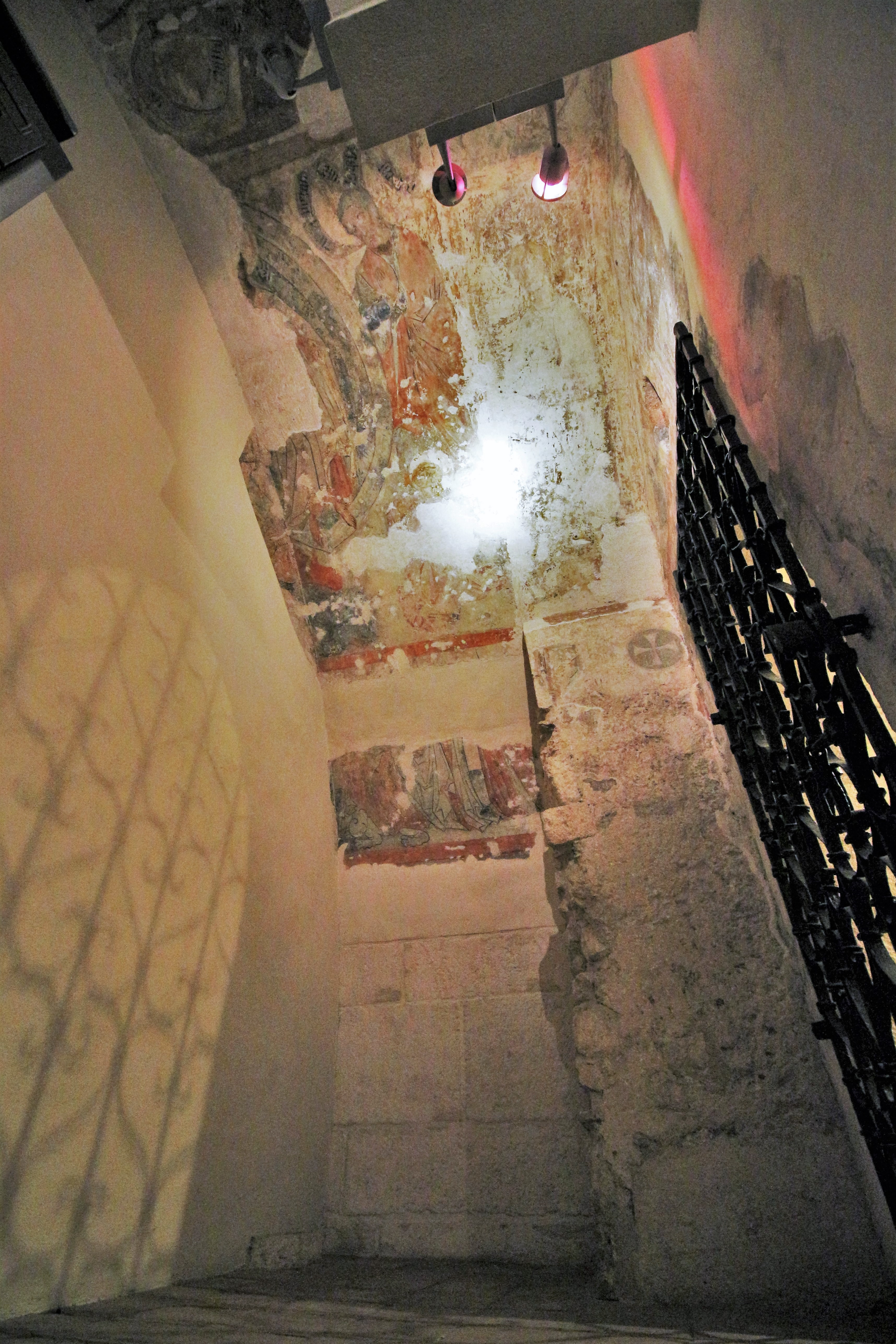
Фрагмент поліхромії колишньої каплиці Гінчі у Вавельській катедрі

Гінчка з Роґова, як один із королівських довірених осіб, разом із Іваном з Обехова й Яном Нашоном із Островців, в липні-серпні 1400 року взяв участь у шлюбному посольстві до графа Целє Германа ІІ щодо одруження його племінниці Анни, внучки Казимира Великого, з Яґайлом. Уже в жовтні делегація повернулася до Польщі, на початку листопада відбулася зустріч із королем у Бечі. Анна прибула до Кракова 16 липня 1401 року. За словами Яна Длуґоша, вона не була вродливою, за що Яґайло дуже розгнівався на учасників посольства. Можливо, саме з цим пов'язана відсутність будь-яких джерельних згадок про присутність Гінчки в оточенні правителя протягом наступних чотирьох років.
Вперше після цього серед наближених до короля він згадується лише у вересні 1404 року. Як зазначалося вище, в листопаді того ж року Гінчка став каштеляном розпшанським, приблизно тоді ж він отримав тенути кшепицьку, бжезьницьку, 1406 року ойцовську (але майже одразу втратив останню на користь свого племінника Яна Менжика). Після цього Гінчка майже повністю зник із королівського оточення.
Востаннє згадується 21 листопада 1406 року. Помер Гінчка з Роґова, ймовірно, до листопада 1411 року. Пізніше він був перепохований у каплиці Гінчі з Роґова, збудованій його сином Яном Гінчею, орієнтовно в 1459—1465 роках, у Вавельській катедрі. Наразі збереглися лише її фрагменти, зокрема поліхромічні розписи на стінах.

## Сім'я
Гінчка з Роґова був одружений із Офкою (Евфемією) (пом. після 1431), походження якої невідоме. Подружжя мало 5 дітей:
- Генрика (Гінка) (нар. між 1390—1395 — пом. на рубежі 1425/1246) — королівського крайчого та підскарбія;
- Малґожату (нар. бл. 1395 — пом. після 18 листопада 1456) — дружину Пренцлава з Кобилян і Дуклі[26];
- Яна Гінчу (нар. бл. 1400 — пом. 4 лютого 1474) — каштеляна розпшанського, сєрадзького, сандомирського, підскарбія коронного; старосту нешавського, кшепицького, ґолюбського[27].
- Якуба Надобного (пом. 2 серпня 1431) — лицаря, що загинув від ран під час Луцької війни[28].
- Ядвіґу (пом. перед 1466)[28].

## Маєтності
21 вересня 1385 року придбав Шишкув у Велюнській землі. Можливо, він одночасно чи ще раніше придбав (і локував) Дзялошин, місто, від якого походить коронна назва герба Салішів — Дзялоша. 1389 року придбав Пажимєхи, Рембєлиці Шляхетські та Ліпє. Ці села увійшли до складу Дзялошинського ключа.
У листопаді 1388 року придбав також Філіповиці в Краківській землі, 1388 року отримав від короля Пшемянкув (тепер — Пшемикув), а близько 1396 року Гінчка придбав сусідній Роґув.
1397 року придбав Прусіцько в Сєрадзькій землі; цього ж року, ймовірно, придбав також Рембелиці (тепер — Рембелиці-Крулевські).
1404 Гінчка викупив Кшепицький замок і навколишні села, які склали кшепицьку тенуту. Він зобов'язувався за свій рахунок все в ньому відремонтувати й забезпечити його обороноздатність. Зокрема, він повинен був утримувати в замку військову залогу для захисту й охорони околиці, участі у військових походах і забезпечувати належний прийом і утримання короля під час його відвідин замку.